# Lamprolaima rhami
Lamprolaima rhami е вид птица от семейство Колиброви (Trochilidae), единствен представител на род Lamprolaima.

## Разпространение
Видът е разпространен в Гватемала, Мексико, Салвадор и Хондурас.